# Leszek Misiak

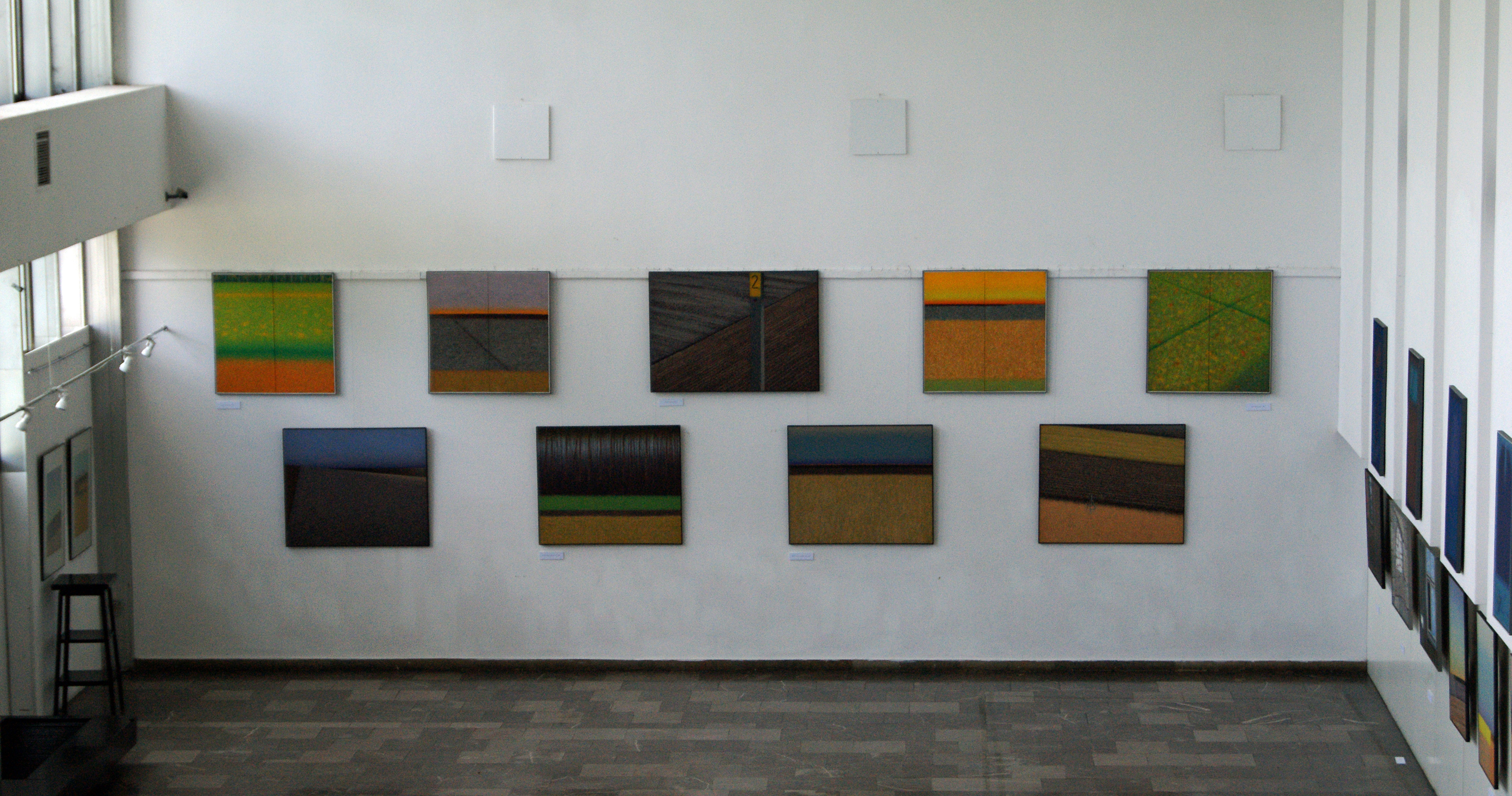
Wystawa Misiaka w Nowohuckim Centrum Kultury (2013)

Leszek Misiak (ur. w 1943 w Brzeźnicy) – polski malarz i grafik, profesor sztuk plastycznych, nauczyciel akademicki.
Studiował w Akademii Sztuk Pięknych w Krakowie w pracowni prof. Wacława Taranczewskiego w latach 1962–1968, kończąc je z wyróżnieniem i w następnym roku zostając wykładowcą tejże uczelni. W 1992 r. otrzymał tytuł profesora.
Dwukrotny laureat nagrody Ministra Kultury i Sztuki (w 1974 i 1986). Dzieła Misiaka są w kolekcjach m.in. krakowskiego Muzeum Narodowego i szczecińskiego Muzeum Narodowego.
W 2011 został odznaczony Srebrnym Medalem „Zasłużony Kulturze Gloria Artis”.